# Dimitrovgrad
 Ovo je glavno značenje pojma Dimitrovgrad. Za druga značenja pogledajte Dimitrovgrad (razdvojba).
Dimitrovgrad (bugarski: Цариброд, latinično: Caribrod) je gradsko naselje u općini Dimitrovgrad u Pirotskom okrugu. Prema popisu iz 2002. bilo je 6968 stanovnika (prema popisu iz 1991. bilo je 7276 stanovnika).

## Naziv
Službeno ime grada na srpskom jeziku je Dimitrovgrad (Димитровград), ali se koristi i naziv Caribrod (Цариброд). Na bugarskom jeziku se većinom koristi ovaj drugi naziv. Grad je nazvan po bugarskom komunističkom vođi Georgiju Dimitrovu.
Referendum o povratku starog imena grada koji je održan 13. lipnja 2004. je propao zbog niskog odaziva. Od 9 811 glasača na referendum je izašlo 47.8%, dok je za valjanost bilo potrebno minimalno 50% glasača. Od ovih glasača 2 586 bilo je za zadržavanje sadašnjeg naziva grada, dok je 1 786 bilo za povratak naziva Caribrod. 

## Stanovništvo
Etnički sastav prema popisu iz 2002. je sljedeći:
- Bugari - 3281 (47,08%)
- Srbi - 1735 (24,89%)
- Jugoslaveni - 425 (6,09%)
- Romi - 55 (0,78%)
- Makedonci - 33 (0,47%)
- Crnogorci - 14 (0,2%)
- Hrvati - 5 (0,07%)
- Slovenci - 3 (0,04%)
- Muslimani - 2 (0,02%)
- Goranci - 2 (0,02%)
- Rusi - 1 (0,01%)
- nepoznato - 572 (8,2%)

## Povijest
Kraljevina Jugoslavija je od Bugarske dobila određene teritorije prema Nejskom mirovnom ugovoru koji je potpisan 27. studenog 1919. godine. Zbog lošeg gospodarskog stanja, ovo područje je godinama bilo pod visokom nezaposlenošću, što je dovelo do niskog životnog standarda i iseljavanja iz ovog područja.

## Gradovi prijatelji
- Godeč, Bugarska
- Goce Delčev, Bugarska
- Dragoman, Bugarska

## Vanjske poveznice
- Službena stranica općine
- Bugarska kulturna zajednica u Dimitrovgradu